# Gorjanc
Gorjanc je priimek v Sloveniji, ki ga je po podatkih Statističnega urada Republike Slovenije na dan 1. januarja 2010 uporabljalo 556 oseb in je med vsemi priimki po pogostosti uporabe uvrščen na 512. mesto.

## Znani nosilci priimka
- Aleš Gorjanc (*1970), pevec, zborovodja
- Ana Gorjanc, kitaristka
- Anica Gorjanc Vitez, psihiatrinja in psihoterapevtka, pisateljica, avtorica slikanic
- Anton Gorjanc, glasbeni šolnik
- Ferdo Gorjanc (1927–1997), elektrotehnik
- France Gorjanc (1913–1986), alpinist, skalaš
- Gregor Gorjanc, zootehnik
- Jan Gorjanc=Jan Gorjanc Daniso? (*1993?), harfist, skladatelj; zborovodja?
- Janez Gorjanc (*1941), zdravnik kirurg
- Janez Gorjanc (*1948), nordijski kombinatorec
- Jurij Gorjanc, zdravnik kirurg, gorski reševalec, alpinist, član odprav
- Jurij Gorjanc (*1971), glasbenik
- Lojze Gorjanc (1935–2024), športnik, smučarski funkcionar in trener
- Marija Gorjanc (*1979/80?) tekstilna tehnologinja, prof. NTF
- Matija Gorjanc, stomatolog, kirurg
- Matjaž Gorjanc (*1992), smučarski tekač
- Milan Gorjanc (*1943?), polkovnik JLA in SV, vojaški svetovalec predsednika RS
- Nevenka Gorjanc, slikarka z usti
- Peter Črtomir Gorjanc (*1938), gradbeni inženir
- Urban Gorjanc (*1992), košarkar
- Vojko Gorjanc (*1969), slovenist, univ. prof.